# 乔纳生·威诺
乔纳生·威诺（英語：Jonathan Weiner，1953年11月26日—）是一位美国科普作家，出生于纽约市，毕业于哈佛大学，主要作品有获得1995年普立茲非小說獎的介绍科隆群岛上鸟类进化的《鸟喙：加拉帕格斯群岛考察记》（The Beak of the Finch: A Story of Evolution in Our Time）和获得美国国家书评人协会奖并被提名英国皇家学会科学图书奖的西摩·本泽的传记《时间、爱、记忆：一位伟大的生物学家和他对行为起源的探索》（Time, Love, Memory: A Great Biologist and His Quest for the Origins of Behavior）等。